# Aclens
Aclens je obec na jihozápadě Švýcarska, v okrese Morges v kantonu Vaud. Žije zde 535 obyvatel.

## Geografie
Aclens leží v nadmořské výšce 461 m, vzdušnou čarou 7 km severně od okresního města Morges. Zemědělská obec se nachází v západní části regionu Gros de Vaud, ve střední části kantonu Vaud, na náhorní plošině západně od údolí řeky Venoge.
Území obce o rozloze 3,9 km² pokrývá část mírně zvlněné krajiny Gros de Vaud. Východní hranice se táhne podél širokého údolí řeky Venoge. Na západě se území obce rozkládá na náhorní plošině, která je asi o 60 m vyšší, a dosahuje nejvyššího bodu Aclens ve výšce 515 m n. m. na vrcholu kopce Trente-Chiens. Na severozápadě a severu tvoří přirozenou hranici tok potoka Senoge, který je mírně zahlouben do náhorní plošiny. V roce 1997 bylo 13 % území obce pokryto zastavěnou plochou, 17 % lesy a lesními porosty a 70 % zemědělstvím.
Aclens zahrnuje průmyslovou a obchodní čtvrť v údolí Venoge a několik samostatných farem. Sousedními obcemi jsou Vullierens, Echichens, Romanel-sur-Morges, Bremblens, Bussigny, Vufflens-la-Ville a Gollion.

## Historie

Letecký pohled (1964)

Oblast dnešního centra obce byla osídlena již v římské době, což dokládají nálezy zdí jedné z budov. Poprvé je obec zmiňována v listině z roku 1002 jako Astlegus nebo Asclÿgus a v roce 1177 jako Acclens. Název místa je pravděpodobně odvozen od osobního jména *Askilo a přípony -ingōs, která je běžná v německých místních jménech a v 6. století byla přejata i do galorománštiny.
Malé panství Aclens patřilo od středověku k panství Cossonay a v roce 1410 připadlo pánům z Vullierens, u nichž zůstalo až do roku 1665; v roce 1675 je koupilo město Morges. Ve středověku se v obci nacházely také vesnice Saint-Christophe a Chibi, které byly nejpozději na počátku 18. století opuštěny. Po dobytí Vaudu Bernem v roce 1536 přešla obec pod správu panství Morges. Po pádu Staré konfederace patřila obec v letech 1798–1803 v období helvétského soustátí ke kantonu Léman, který byl poté po vstupu v platnost Ústavy o zprostředkování sloučen s kantonem Vaud. V roce 1798 byla obec přiřazena k okresu Morges.

## Obyvatelstvo
| Rok            | 1850 | 1900 | 1910 | 1930 | 1950 | 1960 | 1970 | 1980 | 1990 | 2000 |
| Počet obyvatel | 368  | 309  | 312  | 288  | 268  | 218  | 192  | 251  | 322  | 363  |

Z celkového počtu obyvatel je 89,0 % francouzsky mluvících, 6,1 % německy mluvících a 1,7 % italsky mluvících (k roku 2000). V roce 1850 žilo v Aclens 368 obyvatel a v roce 1900 309 obyvatel. Po poklesu počtu obyvatel na 192 v roce 1970 začal počet obyvatel stoupat a během 30 let se zdvojnásobil.

## Hospodářství
Až do poloviny 20. století bylo Aclens převážně zemědělskou obcí. Zemědělství je dosud důležité v oblasti Gros de Vaud, sýpce kantonu Vaud; na svazích kopce La Roche se nachází malá vinařská oblast. Mlýn Moulin du Choc, který se nachází poblíž ústí potoka Arena do řeky Venoge, je v Aclens významným podnikem již od 17. století. Na počátku 70. let 20. století vznikla v údolí Venoge rozsáhlá průmyslová a obchodní zóna, která výrazně změnila hospodářskou strukturu Aclens. V posledních desetiletích se obec vyvinula v rezidenční obec. V důsledku toho mnoho pracujících dojíždí za prací především do Morges a Lausanne.

## Doprava
Obec má dobré dopravní spojení. Leží na hlavní silnici z Morges do Cossonay. Aclens je napojeno na síť veřejné dopravy prostřednictvím linky Postbusu, která jezdí z Morges do Cossonay.